# 黃沙會
黃沙會，又稱黃門會、黃道會、戊己道，是19世紀後期至20世紀中期在華北（山東、河南和河北）農村活動的秘密結社組織。它們是白蓮教分支。成员在佛堂上供奉无生老母并竖有“中央戊己土”的牌位，因为土在五行中属于黄色，故称黄沙会。
最初是農村防範山賊的自衛組織，因應清朝中期地方治安混亂出現。1908年，河南東部的農民團結起來，組成了反對清政府的“黃道會”。三年後，這些農民發動公開叛亂，以支持辛亥革命。他們曾攻佔河南省东南部的太康縣，但他們後來被擊敗，約有1000名會眾被殺。

## 民國時代
清帝國崩潰後，黃道會反對新成立的共和政府。這是不尋常的，因為大多數秘密社會都選擇與新政權合作。1919年左右，河南北部的安陽縣出現了一個自稱為“朱九九”的人。自稱是明朝祟禎帝的第九代後裔，他以（大明）為年號稱帝。為此，朱在當地的黃道會老師的支持下。兩人共同宣布，中國必須在“真龍天子（正統皇帝）”的統治下統一，在即將來臨的大決戰中，只有黃道會的成員才能倖免；他們的叛亂活動持續了三年，最終被民國民兵和軍隊鎮壓。此後，該運動恢復並改名為黃沙會，並繼續組織農村抵制增加的稅收和政府農村進行入侵。
在1926年—1928年國民黨的北伐戰爭中，中國北方的軍閥實力被大大削弱。這促使黃沙會與其他農村社團，如紅槍會和天門會一樣，為自己奪取大片土地。例如，這三個秘密社團於1927年佔領了成安縣，並管理了地方政府幾個月。儘管秘密會社因此與國民黨抗衡，但後者卻認為這種發展是不利的。這是由於國民黨領導的國民黨政府擔心黃沙會和其他農村團體會像抵制軍閥的稅收一樣，阻礙他們的稅收和管治。
黃沙會還參加了中國人的抗日活動，日本在1930年代逐漸佔領了中國領土。黃沙會的一個分支由其領導人張寅棠改組為設在河北南部桃城的“人民抗日救國自衛隊”。1936年7月，另一個黃沙會派別發動了對日本偽軍「東河北自治委員會」的起義。日軍後來動員起來鎮壓起義。到9月，密雲的黃沙會眾被日本人擊敗，約300人在戰鬥中喪生或受傷。1940年4月，山东省德县（今属德州市）宋官屯乡胡庄村黄沙会首领崔志忠攻击日军占据的德县县城失败，崔志忠阵亡。
作為農民組織，黃沙會也引起早期中共的注意。1942年12月，中共領導人李大昌發表論文，詳細介紹了共產黨幹部應對農村秘密會社的方式，將其分為三類。黃沙會被認為是由地主領導的“封建組織”，也是抗日戰爭中重要的潛在盟友。李爭辯說，共產黨人應該加入秘密社會，暗中灌輸他們，但只攻擊堅決拒絕採用共產主義的團體。但是，隨著時間的流逝，共產黨人逐漸對秘密會社的政治保守主義感到沮喪，他們也拒絕採納共產黨的思想，因此中共越來越多地從與農村組織合作轉向破壞和瓦解他們。

## 被共產黨鎮壓
隨著中共在中國內戰中的勝利和1949年中華人民共和國的成立，秘密會社被視為政治威脅。結果，中共開始從中國內地清除他們，猛烈地削減了他們的活動。 因此，黃沙會被劃為煽動性的“會道門”受鎮壓。然而，殘餘活動一直持續到1980年，當時有三名農民被指控為建立大平关国被捕並拒捕，所有人後來均被判處不明刑期的監禁。

## 意識形態
與其他農村秘密會社一樣，黃沙會會眾都相信可通過法術和咒語刀槍不入。
黃沙會還旨在恢復明朝。這也是中國秘密會社的共同動機，常常以“反清復明”為口號。這個口號甚至在清朝滅亡後仍在民國的農村地區流行，並在1940年代仍然得到廣泛使用。明朝的統治代表了一個理想化的時代，人們普遍認為，明朝的恢復將導致在“好君主”統治下的“全民幸福與正義統治”。